# John Wrathall
John James Wrathall GCLM, ID (28 de agosto de 1913 - 31 de agosto de 1978) foi um político rodesiano. Ele foi o último presidente branco da Rodésia (mais tarde, os titulares do posto estavam apenas agindo como tal). Ele trabalhou, anteriormente, como contabilista certificado.

## Biografia

### Juventude
Wrathall nasceu em Lancaster, Lancashire, Grã-Bretanha, e formou-se na Lancaster Royal Grammar School. Tendo-se qualificado como um revisor oficial de contas em 1935, ele emigrou para a Rodésia do Sul no ano seguinte. Ele trabalhou para o governo da Rodésia do Sul no seu departamento de imposto de renda durante os próximos dez anos.

### Presidência
Em 1976, Wrathall tornou-se o segundo presidente da Rodésia, sucedendo a Clifford Dupont. Em 14 de janeiro daquele ano, ele foi empossado como presidente pelo Presidente do Supremo Tribunal, Sir Hugh Beadle, em uma cerimónia na Casa do Governo, presenciada pelo primeiro-ministro Ian Smith e seus ministros de gabinete.  Wrathall serviu por dois anos e meio e morreu no cargo, vítima de um ataque cardíaco.
| Cargos políticos                              | Cargos políticos                        | Cargos políticos                      |
| --------------------------------------------- | --------------------------------------- | ------------------------------------- |
| Precedido por Jack Howman                     | Ministro da Educação Africana 1963-1964 | Sucedido por escritório abolido       |
| Precedido por Ian Smith (Ministro do Tesouro) | Ministro de finanças 1964–1976          | Sucedido por David Colville Smith     |
| Precedido por Ian Smith                       | Ministro dos Correios 1964–1973         | Sucedido por Roger Hawkins            |
| Precedido por Clifford Dupont                 | Presidente da Rodésia 1976–1978         | Sucedido por Henry Everard (interino) |